# Papara (Tahiti)
Pour les articles homonymes, voir Papara.
Papara est une commune de la Polynésie française du littoral sud-sud-ouest de Tahiti.

## Géographie

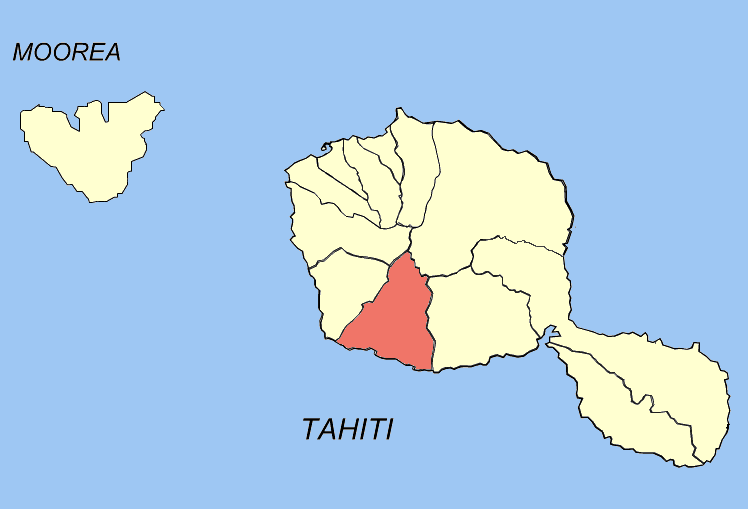
En rouge le territoire communal de Papara.

La commune de Papara possède l’un des territoires les plus étendus de Tahiti ; elle a aussi l’une des densités les plus faibles de l’île.

## Toponymie
Papara signifie « mur de maturité » (pa-para).

## Politique et administration
| Période        | Période                                 | Identité              | Étiquette                         | Qualité                                                                      |
| -------------- | --------------------------------------- | --------------------- | --------------------------------- | ---------------------------------------------------------------------------- |
| 1983           | février 1995 (décès)                    | Tuianu Le Gayic       | Tahoeraa huiraatira               | Ancienne directrice d'école Membre de l’Assemblée territoriale (1972 → 1995) |
| 1995           | mars 2001                               | Eugène Bessert        | Tahoeraa huiraatira               | Ancien diacre de l'église protestante et ancien directeur d'école            |
| mars 2001      | septembre 2014 (démis de ses fonctions) | Bruno Sandras         | Tahoeraa huiraatira Hau Noa / UMP |                                                                              |
| septembre 2014 | octobre 2015                            | Christelle Lehartel   | Tapura huiraatira                 | Directrice d'école                                                           |
| octobre 2015,  | Mai 2019 (démis de ses fonctions)       | Putai Taae            | Tapura huiraatira                 |                                                                              |
| juin 2019      | janvier 2020                            | Béatrice Peyrissaguet | Te mata api no Papara             | Infirmière                                                                   |
| janvier 2020   | juillet 2020                            | Gaston Tunoa          |                                   | Chef de corps sapeur pompier                                                 |
| juillet 2020   | En cours                                | Sonia Punua           | Tapura huiraatira                 |                                                                              |

## Population et société

### Démographie
L'évolution du nombre d'habitants est connue à travers les recensements de la population effectués dans la commune depuis 1971. À partir de 2006, les populations légales des communes sont publiées annuellement par l'Insee, mais la loi relative à la démocratie de proximité du 27 février 2002 a, dans ses articles consacrés au recensement de la population, instauré des recensements de la population tous les cinq ans en Nouvelle-Calédonie, en Polynésie française, à Mayotte et dans les îles Wallis-et-Futuna, ce qui n’était pas le cas auparavant. Pour la commune, le premier recensement exhaustif entrant dans le cadre du nouveau dispositif a été réalisé en 2002, les précédents recensements ont eu lieu en 1996, 1988, 1983, 1977 et 1971.
En 2017, la commune comptait 11 680 habitants, en augmentation de 4,82 % par rapport à 2012
| 1971  | 1977  | 1983  | 1988  | 1996  | 2002  | 2007   | 2012   | 2017   |
| ----- | ----- | ----- | ----- | ----- | ----- | ------ | ------ | ------ |
| 2 466 | 3 526 | 4 788 | 6 199 | 7 934 | 9 523 | 10 615 | 11 143 | 11 680 |

| 2022   | - | - | - | - | - | - | - | - |
| ------ | - | - | - | - | - | - | - | - |
| 11 743 | - | - | - | - | - | - | - | - |

### Sports
- Le golf Olivier Bréaud (le seul de Tahiti ; depuis 2008, un second a ouvert sur l’île sœur de Moorea)

## Culture locale et patrimoine

### Lieux et monuments
- L’antique Marae de Mahaiatea, un édifice immense, véritable pyramide, bâtie par les Teva, haute de 15 mètres, et s’étendant sur plus d’un hectare
- Le Pape Mato, une source d’eau pure, fraîche et limpide comme du cristal, célèbre à Tahiti
- La plage de Taharuu
- Le lagon de Papara
- La cascade Opiriroa
- La rivière Mateoro
- Taharuu, la deuxième rivière de Tahiti, qui débouche sur une plage immense
- Église catholique romaine Saint-Michel de Papara[14]
- Église des Saints des derniers jours (Mormons)
- Église des Adventiste du septième jour
- Église de l’Église évangélique de Polynésie

|  |  |  |  |

### Personnalités liées à la commune
Tematai Le Gayic, élu le 19 juin 2022 à 21 ans, plus jeune député de la Ve République.